# Церје Небојсе
Церје Небојсе је насељено место у саставу општине Марушевец у Вараждинској жупанији, Хрватска. До територијалне реорганизације у Хрватској налазило се у саставу старе општине Иванец.

## Становништво
На попису становништва 2011. године, Церје Небојсе је имало 445 становника.

## Попис1991.
На попису становништва 1991. године, насељено место Церје Небојсе је имало 460 становника, следећег националног састава:
| Попис 1991.‍ | Попис 1991.‍ | Попис 1991.‍ | Попис 1991.‍ | Попис 1991.‍ |
| ----------- | ----------- | ----------- | ----------- | ----------- |
|             |             |             |             |             |
| Хрвати      | Хрвати      |             | 455         | 98,91%      |
| Словенци    | Словенци    |             | 2           | 0,43%       |
| Југословени | Југословени |             | 1           | 0,21%       |
| Срби        | Срби        |             | 1           | 0,21%       |
| непознато   | непознато   |             | 1           | 0,21%       |
| укупно: 460 |             |             |             |             |